# Kura-arakská kultura
Kura-arakská kultura je kavkazská archeologická kultura datovaná do období 3500-2500 př. n. l. Je pojmenovaná podle řek Kura a Araks. Navazovala na kulturu Šulaveri-Šomu, byť rozdíly obou kultur archeology dlouho mátly. Na ni navázala trialetská kultura a nachičevanská kultura. Rozkládala se na území 1000 x 500 km. Zasahovala na území dnešních států Gruzie, Arménie, Ázerbájdžán, Írán, Turecko, Sýrie a Rusko (Čečenska, Dagestánu, Ingušska). Nejčasnější nálezy pocházejí z Araratské pláně, někteří odborníci za původní jádro však považují též Kartlii a Kachetii. Významné naleziště se nachází v katastru dnešního Jerevanu. Kultura je úzce spjata s přibližně současnou maykopskou kulturou na severním Kavkaze. Zdá se, že se obě kultury navzájem ovlivňovaly.

## Kultura a ekonomika

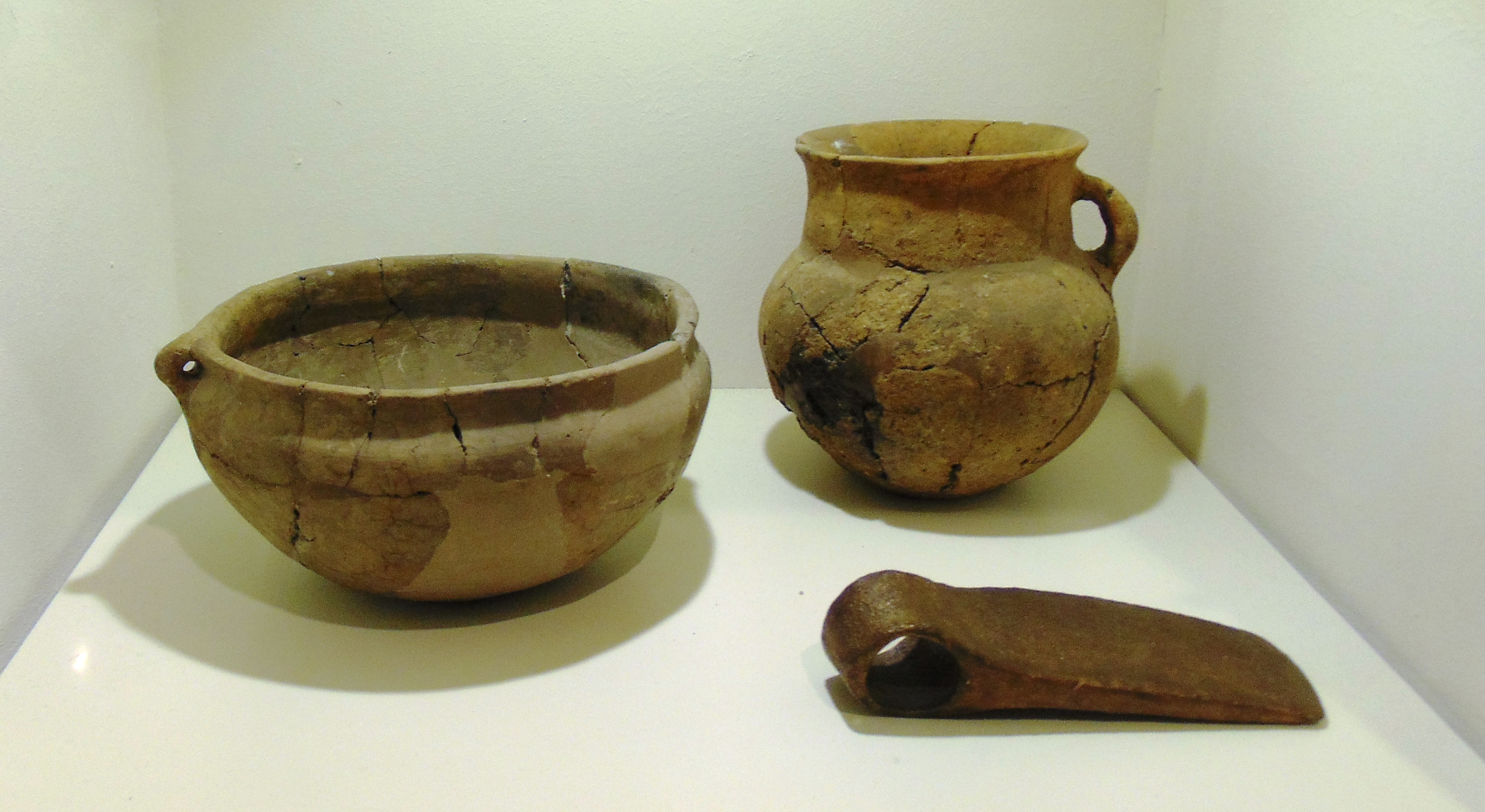
Kura-arakská keramika

Ekonomika byla založena na zemědělství a chovu dobytka (zejména skotu a ovcí). Obyvatelé pěstovali obilí a sadové plodiny a je známo, že používali nástroje k výrobě mouky. Chovali i psy a v pozdějších fázích i koně. Byla to právě tato kultura, která na Kavkaz domestikaci koní uvedla. Pěstovalo se i víno, ale to bylo zřejmě dědictví již ze Šulaveri-Šomu. Stephen Batiuk navrhl teorii, že to byli právě obyvatelé Kura-arakské kultury, kteří rozšířili pěstování révy a vinařskou technologii do Mezopotámie a východního Středomoří. Existují důkazy o obchodu s Mezopotámií a Malou Asií. Malé rozdíly mezi sídly naznačují, že sociální hierarchie nebyla příliš vyvinuta. Stavěli domy z nepálených cihel, původně kulaté, později obdélníkové. V určitém okamžiku se sídla a pohřebiště kultury rozšířily z nížinných říčních údolí do horských oblastí. Někteří odborníci za příčinu považují mohutnou migrační vlnu Indoevropanů, ale o této otázce se stále diskutuje. Nástup zpracování kovů byl poměrně pozdní, ale industrie byla poté velmi rozvinutá, zpracovávaly se měď, stříbro, zlato, cín i bronz. Kovové výrobky se vyvážely do poměrně širokého okolí, po Volze, Dněpru a Donu, ale i na Blízký východ. Keramika byla výrazná, malovaná černou a červenou barvou s použitím geometrických vzorů. Byla také vyvážena, nalezena byla i v Izraeli či v Dagestánu a Čečensku. Velmi různorodé byly pohřební praktiky. Byly nalezeny mělké hroby i velké pohřební jámy, kamenné schránky i krypty, ale také rozsáhlé mohyly, z nichž některé byly obklopeny dolmeny. Rozdíly jsou i v poloze mrtvých a byly dokonce objeveny i stopy kremace. To podle některých badatelů ukazuje, že populace byla heterogenní etnicky i jazykově. Tato různost v pohřebních praktikách je u archeologických kultur velmi neobvyklá, právě tyto praktiky je často spojují a definují. Je zřejmé, že největší (20–25 metrů vysoké, 200–300 metrů v průměru) a nejbohatší mohyly, v nichž nechybí ani stříbrné šperky, jsou z nejpozdnější fáze vývoje kultury. Takové byly nalezeny zejména na levém břehu řeky Alazani.